# Douchy (Loiret)
Douchy is een plaats en voormalige gemeente in het Franse departement Loiret in de regio Centre-Val de Loire en telt 956 inwoners (1999). De plaats maakt deel uit van het arrondissement Montargis.

## Geschiedenis
Douchy is op 1 januari 2016 gefuseerd met de gemeente Montcorbon tot de gemeente Douchy-Montcorbon. 

## Geografie
De oppervlakte van Douchy bedraagt 23,4 km², de bevolkingsdichtheid is 40,9 inwoners per km².
De onderstaande kaart toont de ligging van Douchy (Loiret) met de belangrijkste infrastructuur en aangrenzende gemeenten.

## Demografie
Onderstaande figuur toont het verloop van het inwonertal (bron: INSEE-tellingen).